# Maurice Lobre
Thomas Lobre dit Maurice Lobre (1862-1951) est un artiste peintre français, spécialisé dans les scènes d'intérieurs.

## Biographie
Né à Bordeaux le 17 novembre 1862, Thomas Lobre est le fils de Jeanne Barbe et de Pierre-Auguste Lobre, rentier. Le jeune-homme s'installe à Paris et apprend l'art de peindre dans l'atelier de Carolus-Duran et de Jean-Léon Gérôme. Découvert par le galeriste Georges Petit en 1881, il expose, sous le nom de « Maurice Lobre », pour la première fois, deux portraits, au Salon des artistes français en 1882 ; il réside alors au 36 rue de Lourcine à Paris. Lobre y participe régulièrement jusqu'en 1889. Il y obtient une mention honorable en 1888 pour deux scènes, La Chambre blanche et La Chambre bleue, ainsi qu'une bourse de voyage. Après un voyage formateur à Madrid en 1885, il part durant chaque été peindre en Normandie chez Jacques-Émile Blanche qu'il a connu chez Petit, aux côtés de Whistler, De Nittis, et Eugène Carrière. Il se lie d'amitié avec Robert de Montesquiou qui lui dédie un recueil de sonnets, Les Perles rouges (1899). Lobre expose par la suite à la Société nationale des beaux-arts à partir de 1891, et dont il devient membre. Son style s'affirme, il est qualifié par la critique d'« intimiste » ; on trouve principalement représentés des intérieurs bourgeois. 
Le 25 septembre 1897 il est nommé chevalier de la Légion d'honneur.

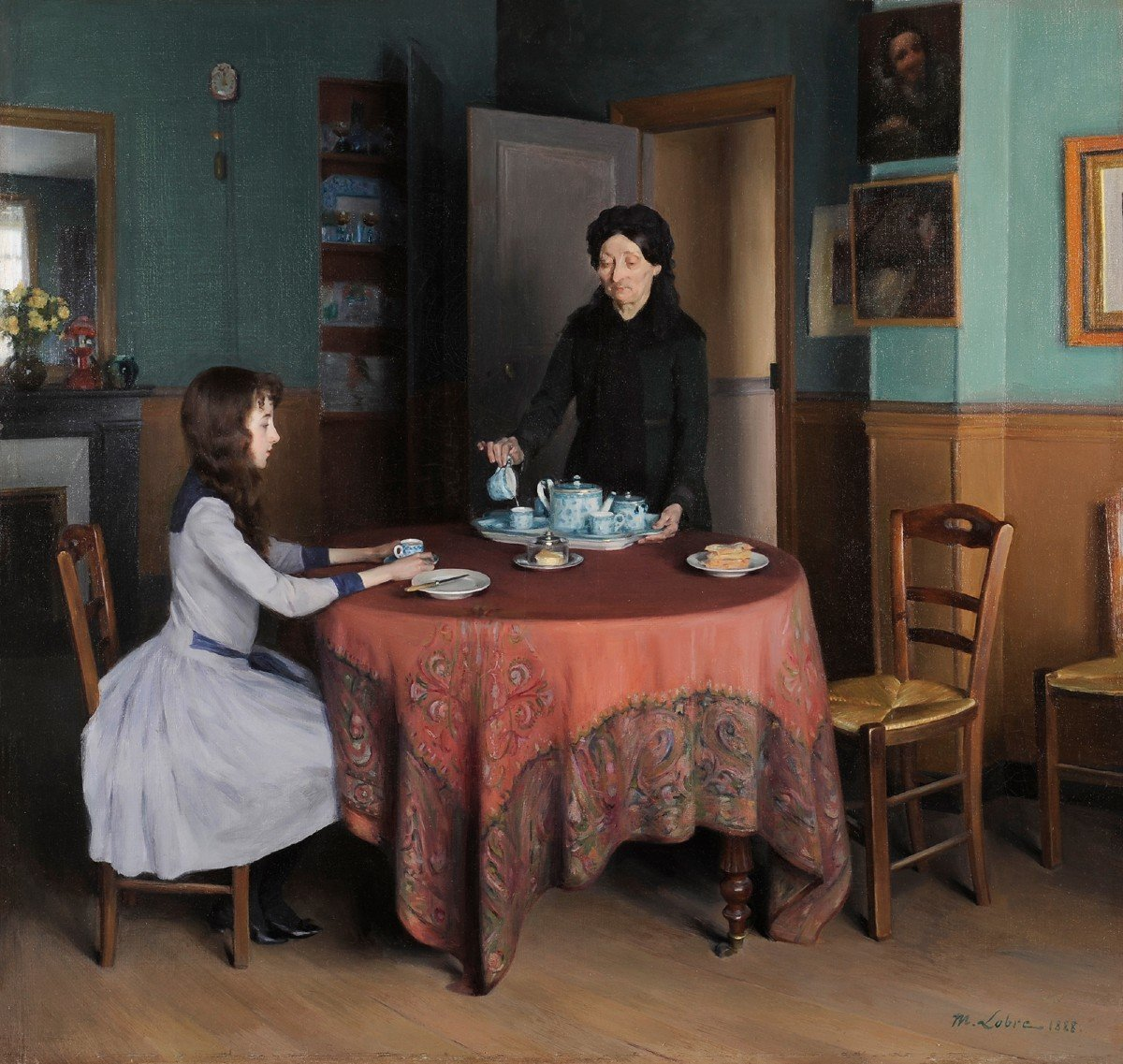
Le Goûter, huile sur toile, non localisée.

C'est au cours des dernières années du siècle qu'il découvre le château de Versailles ; se liant à Pierre de Nolhac, il exécute jusqu'en 1913, sur le motif, une série de vues des intérieurs du château et du Trianon. Il vit d'ailleurs à Versailles peu avant la guerre. 
Durant l'exposition universelle de 1900, il obtient une médaille d'or. En 1905, il expose à Munich. Après 1907, Auguste Rodin l'accueille dans les expositions de la Société de peintres et de sculpteurs qu'il préside,. 
Lobre est témoin des atrocités de la Grande Guerre dont il rapporte de nombreuses esquisses. Le 15 mai 1919, il est nommé officier de la Légion d'honneur ; il réside alors à Paris, au 18 de l'avenue de Friedland.
En 1924, paraît chez Plon, Histoire politique par Louis Madelin, avec des illustrations de Lobre et de Gustave Louis Jaulmes.
Il meurt à Versailles le 22 mars 1951.
Il était marié à Marthe Francillon (1873-1956), médecin gynécologue et radio-thérapeute.

## Conservation
Espagne : 
- Musée Carmen Thyssen :

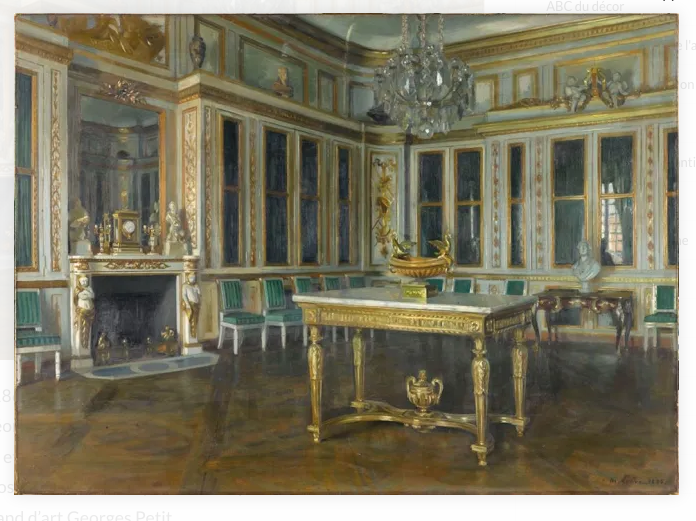
Bibliothèque du Roi à Versailles (1895), huile sur toile, musée d'Orsay.

  - Portrait au miroir, Paris[11], huile sur toile, exécutée avec Ramón Casas, 1882.

Paris, France :
- CNAP :
  - Nature morte[12], huile sur toile, 1917.
- Grand Palais :
  - Scène d'intérieur à la coupe[13], huile sur toile, avant 1913.
- Musée d'Orsay :
  - Bibliothèque du Roi à Versailles[14], huile sur toile, 1895.

Russie :
- Saint-Pétersbourg, musée de l'Ermitage :
  - Le Salon du Dauphin à Versailles[15], huile sur toile, 1901.